# Zond 3
La Zond 3 è una sonda appartenente al programma Zond che aveva come obiettivo un flyby con la Luna. Fu la prima missione Zond che ebbe un completo successo e raccolse molte fotografie, stupende per l'epoca. Si credeva che la sonda venne inizialmente disegnata come una compagna della Zond 2 per essere lanciata verso Marte durante la finestra di lancio del 1964. L'opportunità di lancio venne mancata e la sonda venne lanciata come test in una traiettoria verso Marte, anche se il pianeta non era più raggiungibile.

## La sonda
Il design era simile a quello della Zond 2. Essa trasportava un magnetometro, spettrografi infrarossi e ultravioletti, sensori per le radiazioni e per le micrometeoriti e un radiotelescopio. La sonda aveva a bordo anche un motore a ioni sperimentale.

## La missione
La navetta, una Mars 3MV-4A, venne lanciata il 18 luglio 1965 da un Tyazheliy Sputnik in orbita attorno alla Terra verso la Luna e lo spazio interplanetario. La sonda era equipaggiata con una fotocamera e un sistema TV che ha provveduto a filmare in modo automatico il volo. Il 20 luglio si effettuò il flyby con la Luna, 33 ore dopo il lancio, a una distanza minima di 9200 km. Vennero scattate 29 fotografie del lato oscuro della Luna da una distanza compresa tra 11.570 e 9960 km per un periodo di 68 minuti. Le prime due erano probabilmente degli scatti di prova e non vennero mai pubblicate, ottava, nona e decima immagine contenevano lo spettro ultravioletto e l'immagine 25 non venne mai ricevuta. Nel complesso si ottennero 25 foto con un'alta qualità che ricoprivano un'area della superficie lunare di 19.000.000 km².
Dopo il flyby con la Luna, la Zond 3 continuò l'esplorazione dello spazio in un'orbita eliocentrica.